# Monte San Lorenzo
O Monte San Lorenzo ou monte Cochrane é uma montanha ultraproeminente dos Andes, situada na fronteira Argentina-Chile. Tem 3706 m de altitude e 3319 m de proeminência topográfica.
É a montanha mais alta da Província de Santa Cruz (Argentina) e uma das maiores da Patagónia. 
Em território argentino situa-se no departamento de Río Chico a cerca de 100 km da "Ruta Nacional 40" e a alguns quilómetros a norte do Parque Nacional Perito Moreno. 
Em território chileno situa-se na Região de Aysén del General Carlos Ibáñez del Campo, Província de Capitán Prat, comuna de Cochrane.
A primeira ascensão foi feita em 1943 pelo padre salesiano Alberto De Agostini aos 60 anos de idade, juntamente com o suíço Alejandro Hemmi e o austríaco Heriberto Schmoll, ambos residentes em San Carlos de Bariloche. 
Esta montanha está coberta por três grandes glaciares (dois na Argentina e um no Chile). O glaciar argentino mostra claras evidências de retração.